# Idioma matagalpa
El matagalpa es una lengua extinta de la familia misumalpa que fue el idioma principal de las tierras altas centrales de Nicaragua, y el departamento de El Paraíso en Honduras. 
En Honduras, fue la lengua de los Chatos y Sules del departamento de El Paraíso.
Tiene enlaces con la lengua cacaopera de El Salvador.